# Oléac-Dessus
Oléac-Dessus é uma comuna francesa na região administrativa de Occitânia, no departamento dos Altos Pirenéus. Estende-se por uma área de 3,72 km². Em 2010 a comuna tinha 115 habitantes (densidade: 30,9 hab./km²).